# Tommy Brown (Seemann)
Thomas William „Tommy“ Brown, GM (* Januar oder Februar 1926 in North Shields; † 13. Februar 1945 in Ridges Estate, ebenda) war ein britischer Seemann während des Zweiten Weltkriegs. Durch heldenhafte Erbeutung streng geheimer Enigma-Schlüsselunterlagen beeinflusste er den Verlauf des Krieges.

## Leben
Nachdem Tommy Brown 1940 als 14-jähriger „Geordie“ (wie man die Einwohner der Region um Newcastle upon Tyne im Nordosten Englands nennt) die Schule abgeschlossen und in Northumberland vergeblich nach Arbeit gesucht hatte, zog er noch im selben Jahr nach Earl Shilton in die Grafschaft Leicestershire. Dort wohnte er bei seinem Onkel und seiner Tante und fand eine Anstellung in der lokalen Schuhfabrik Abbotts in der New street. Anfang 1942, kurz nach seinem 16. Geburtstag, bewarb er sich als Freiwilliger bei der Royal Navy, der Kriegsmarine des Vereinigten Königreichs. Aufgrund seines zu geringen Alters wurde er jedoch zurückgewiesen. So entschloss er sich, sein Geburtsdatum zu fälschen, und gelangte als Kombüsenjunge (englisch canteen assistant) der NAAFI (Navy, Army and Air Force Institutes) auf den britischen Zerstörer Petard.

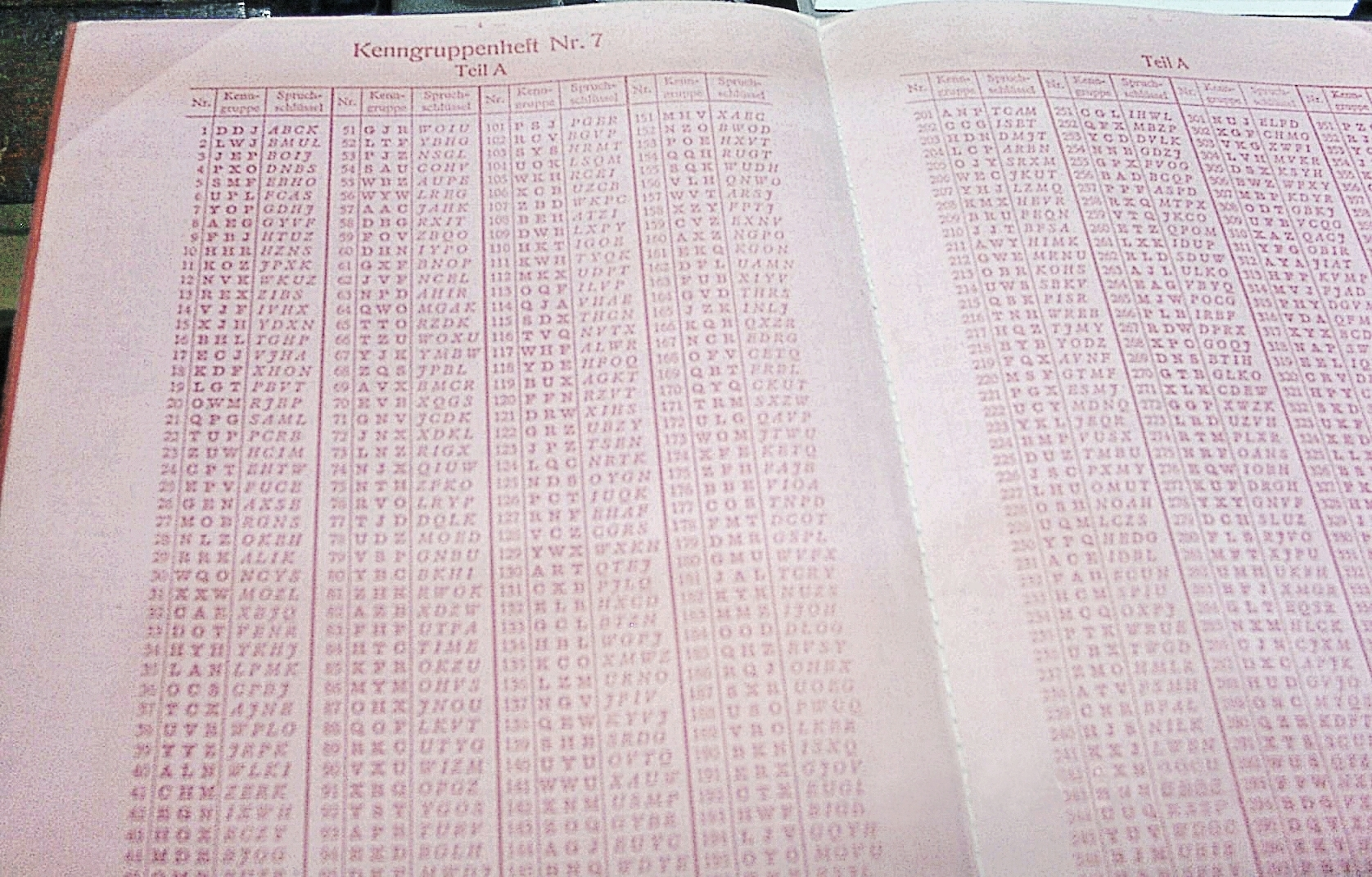
Ähnlich wie dieses von U 505 erbeutete Kenngruppenheft wurden auch Wetterkurzschlüssel und Kurzsignalheft mit wasserlöslicher roter Tinte auf rosafarbenem Löschpapier gedruckt, um sie im Fall von Gefahr schnell vernichten zu können.

Am 30. Oktober 1942 jagte die Petard spät abends im östlichen Mittelmeer, etwa 140 km nördlich Port Said (Lage), bereits seit Stunden ein deutsches U-Boot. Durch Einsatz von Wasserbomben wurde U 559 zum Auftauchen gezwungen und von der Besatzung verlassen. Tommy Brown gelang es, zusammen mit den ihn begleitenden Lieutenant Tony Fasson (1913–1942) und Able Seaman Colin Grazier (1920–1942), das U-Boot zu entern und geheime Codebücher, wie Kurzsignalheft und Wetterkurzschlüssel, zu erbeuten. Das Geheimmaterial wurde nach Bletchley Park geschafft, der etwa 70 km nordwestlich von London gelegenen zentralen kryptanalytischen Dienststelle der Briten, und half den Codebreakers dort ganz wesentlich dabei, in die von der Kriegsmarine verwendete Rotor-Schlüsselmaschine Enigma-M4 einzubrechen.
Fasson und Grazier ertranken bei dieser Aktion und erhielten posthum das Georgs-Kreuz (englisch George Cross). Der überlebende Tommy Brown erhielt die George Medal (G.M.), die nach dem Georgs-Kreuz zweithöchste zivile Auszeichnung des Vereinigten Königreichs, „for great bravery and devotion to duty in the face of danger“ (deutsch „für große Tapferkeit und Pflichterfüllung im Angesicht der Gefahr“). Mit nur 16 Jahren gehört er zu den jüngsten Menschen, die jemals diesen Orden erhalten haben.
1944 wurde er zum Ersten Kabinensteward befördert und diente auf dem Kreuzer HMS Belfast, dem heutigen Museumsschiff auf der Themse in London. Kurz vor Kriegsende, als im Februar 1945 die Belfast, in Tynemouth liegend, für den Krieg in Fernost ausgerüstet wurde, durfte Tommy kurz sein Elternhaus im nahen Lily Gardens, Ridges Estate, besuchen. Als in den Morgenstunden des 13. Februar dort, vermutlich durch eine achtlos weggeworfene Zigarette ausgelöst, ein Feuer ausbrach, starb er mit nur 19 Jahren an seinen Verletzungen, die er beim Versuch der Rettung seiner vierjährigen Schwester erlitt.

## Postume Ehrungen
Ein Grabdenkmal für Thomas Brown und seine Schwester Maureen befindet sich auf dem Preston Cemetery (Friedhof) in North Shields (siehe Foto unter Weblinks).
Mitte der 1980er-Jahre übergab seine Familie seine Auszeichnungen den NAAFI. Sie waren ein Vierteljahrhundert lang im Museum von Bletchley Park ausgestellt.
2002 wurde ihm zu Ehren in seiner Heimatstadt ein Bleiglasfenster enthüllt.
2010 wurden seine Auszeichnungen dem NAAFI-Hauptquartier in Darlington übergeben und befinden sich jetzt nahe seiner Heimatstadt und seiner letzten Ruhestätte.

## Kriegsgeschichtliche Bedeutung
Seit dem 1. Februar 1942, als im deutschen U-Boot-Schlüsselnetz „Triton“, von den Briten Shark (deutsch „Hai“)  genannt, die zuvor verwendete Enigma-M3 (mit drei Walzen) durch die M4 (mit vier Walzen) abgelöst worden war, konnte der britische Geheimdienst die verschlüsselten deutschen Funksprüche nicht mehr entziffern. Diese schmerzliche Unterbrechung (Black-out) dauerte zehn Monate und  war eine Phase, in der die deutsche U-Bootwaffe erneut große Erfolge verbuchen konnte. Die U-Boot-Fahrer nannten sie ihre „zweite glückliche Zeit“. Mithilfe des von U 559 erbeuteten Geheimmaterials gelang es den britischen Kryptoanalytikern ab dem 12. Dezember 1942 die deutschen U-Boot-Funksprüche wieder „mitzulesen“. So konnten die für das Vereinigte Königreich kriegswichtigen Geleitzüge um die deutschen U-Boot-Rudel herumgeleitet werden und die britische Bevölkerung und Kriegswirtschaft mit Lebensmitteln und Produktionsgütern versorgt werden.
Der renommierte britische Kryptologe und Historiker Ralph Erskine fasste es in einem 1988 veröffentlichten Bericht wie folgt zusammen:

„Die ganze Arbeit, die in Bletchley Park geleistet wurde, um Triton zu knacken, wäre völlig ergebnislos geblieben, hätte es nicht die Männer an der Front gegeben. Ohne die tapfere Tat von Lieutenant Antony Fasson, Able Seaman Colin Grazier und des 16jährigen Tommy Brown, die den Wetterkurzschlüssel und das Kurzsignalheft auf U-559 bargen, hätten wir während des für den weiteren Verlauf der Schlacht im Atlantik entscheidenden ersten Halbjahres 1943 keine speziellen nachrichtendienstlichen Informationen aus Triton erhalten. Es gibt nur wenige Handlungen persönlicher Tapferkeit, die jemals solch weitreichende Konsequenzen hatten. Ohne die besonderen Erkenntnisse aus Triton wären die U-Boote auf die Dauer zwar ebenfalls besiegt worden, aber der Verlust an Menschenlenben in diesem globalen Konflikt wäre insgesamt noch weitaus schlimmer gewesen, als er dies ohnehin schon war.“